# Нэви-Ярд — Боллпак
Нэви-Ярд — Боллпак (англ. Navy Yard – Ballpark) — подземная станция Вашингтонгского метро на Зелёной линии. Она представлена одной островной платформой. Станция обслуживается Washington Metropolitan Area Transit Authority. Расположена в районе Нэви-Ярд на пересечении Эм-стрит и Нью-Джерси-авеню, Юго-Восточный квадрант Вашингтона.
Пассажиропоток — 2.768 млн. (на 2010 год).
Поблизости к станции расположены Вашингтонская военно-морская верфь, штаб-квартира Министерствоа транспорта США и бейсбольный стадион Нэшионалс-парк, который является домашней ареной команды Вашингтон Нэшионалс.
Станция была открыта 28 декабря 1991 года.
Изначально станция носила название Нэви-Ярд. 3 ноября 2011 году станция была переименована на Нэви-Ярд — Боллпак. Название станции происходит от названия района Нэви-Ярд и бейсбольного стадиона (англ. Ballpark — Боллпак).
Открытие станции было совмещено с открытием ж/д линии длиной 4,63 км и ещё двух станций: Уотерфронт и Анакостия.